# 15093 Лестермакі
15093 Лестермакі (15093 Lestermackey) — астероїд головного поясу, відкритий 4 жовтня 1999 року.
Тіссеранів параметр щодо Юпітера — 3,553.